# Гідропакерний ліфт
Гідропакерний ліфт (рос. гидропакерный лифт; англ. hydraulic packer lift; нім. Hydropackerlift m) — газорідинний піднімач типу плунжерного ліфта, відмінною особливістю якого є те, що викид свердловини перекритий, плунжер розміщується з великим зазором у трубах, а при необхідності плунжер може бути замінений поршнем (без клапана).